# 신영철 (배구인)
신영철(申英哲, 1964년 3월 14일 ~ )은 대한민국의 前 배구선수이며,현재 서울 우리카드 우리WON의 감독을 맡고 있다.

## 생애
신영철은 현역 시절에 명 세터로 이름을 날렸으며, 한국전력의 핵심 선수였다. 이후 한국전력에서 코치로 함께했던 신치용 감독을 따라 삼성화재로 옮겨 플레잉 코치로 활동한 후 은퇴했다.
신영철은 삼성화재의 코치로 일하다가 2003-2004 시즌 중 사임한 노진수의 후임으로 구미 LIG손해보험 그레이터스의 감독을 맡게 되었다. 하지만 2005년에는 선수 폭행으로 6개월 간 자격 정지 처분을 당하는 사건이 있었다. 성적 부진으로 2007년 3월 22일 LIG에서 경질되었다. LIG에서 물러난 이후에는 월드리그 국가대표팀 코치를 역임했고, 진준택 감독의 부름을 받아 인천 대한항공 점보스의 세터 인스트럭터로 합류하여 한선수가 대한항공의 주전으로 자리잡는 데 도움을 주었다. 이후 정식 코치가 되었고, 2009-2010 시즌 중 진준택 감독이 건강 문제로 사임하자 대한항공의 감독 대행을 맡은 후 2010년 2월 16일에 정식 감독으로 승격되었다. 2010-2011 시즌에는 대한항공의 첫 정규 리그 1위에 기여하였으나, 삼성화재에 패해 준우승에 그쳤다. 2012-13시즌 중 성적 부진으로 대한항공에서 경질당했고, 시즌 후 신춘삼의 후임으로 친정 팀 수원 한국전력 빅스톰의 감독이 되었다. 2016-17시즌까지 수원의 사령탑 역할을 하였으며, 김철수에게 감독을 내어주고 2018-19시즌부터 서울 우리카드 위비의 감독으로 활동 중이다.